# Тонкин, Фиби
Фиби Джейн Элизабет Тонкин (англ. Phoebe Jane Elizabeth Tonkin; род. 12 июля 1989) — австралийская актриса и модель. Наиболее известна благодаря роли Клео Сертори в телесериале «H2O: Просто добавь воды», а также Хейли Маршалл в сериалах «Дневники вампира» и «Первородные».

## Биография
Фиби Тонкин родилась в семье Николаса и Дженнифер Тонкин в Сиднее, Австралия. Есть младшая сестра по имени Эбби. С четырёх лет обучалась в различных танцевальных классах, включая классический балет, чечётку, хип-хоп и современные танцы. В 12 лет прошла курсы в австралийском молодёжном театре Уорф, которые включали произведения Шекспира, искусство постановки, клоунаду и музыкальный театр.
Во время учёбы в школе для девочек Квинвуд, известной своим театром, Фиби посещала драм-студию и участвовала в таких школьных постановках, как «Антигона», «Белый журавль» и «Венецианские близнецы». Каждый год она выступала в традиционном школьном шекспировском фестивале и в последний год заняла первое место, сыграв в спектакле «Сон в летнюю ночь».

## Карьера
На протяжении некоторого времени Фиби Тонкин, биография которой неразрывно связана с театром, продолжала играть в любительских спектаклях, затем продюсеры «H2O: Просто добавь воды» пригласили её на роль русалки Клео. Телесериал продолжался 3 сезона.
После плотного графика Фиби успешно прошла кастинг телесериала «Тайный круг» и получила роль стервы Фей Чемберлен. Из-за низкого рейтинга телесериал был закрыт после показа первого сезона. Также в активе Фиби несколько рекламных роликов и работа в качестве модели.
Также снялась в телесериале «Дневники вампира» в роли девушки-оборотня по имени Хейли Маршалл (повторяющаяся роль); снималась в сериале «Первородные» (главная роль).

## Личная жизнь
На заре карьеры (с 2006 по 2008) у Фиби были двухлетние романтические отношения со звездой «Гарри Поттера» Томом Фелтоном. В 2011 году она встречалась с Эдом Вествиком.
С сентября 2013 года Тонкин встречалась с актёром Полом Уэсли, бывшим коллегой по телесериалу «Дневники вампира». В декабре 2016 года пара рассталась. В мае 2017 года они возобновили отношения, но затем снова расстались.
В 2020 году встречалась с вокалистом группы Phantom Planet Алексом Гринвальдом.
В 2025 году вышла замуж за Бернарда Лагранжа, с которым была помолвлена с сентября 2024.

## Фильмография
| Год       |     | Русское название            | Оригинальное название        | Роль                   |
| --------- | --- | --------------------------- | ---------------------------- | ---------------------- |
| 2006—2010 | с   | H2O: Просто добавь воды     | H2O: Just Add Water          | Клео Сертори           |
| 2009—2010 | с   | В гости к Рафтерсам         | Packed to the Rafters        | Лекси                  |
| 2010      | ф   | Вторжение: Битва за рай     | Tomorrow, When the War Began | Фиона Максвелл         |
| 2010      | с   | Домой и в путь              | Home and Away                | Эдриан Холл            |
| 2011—2012 | с   | Тайный круг                 | The Secret Circle            | Фэй Чемберлен          |
| 2012      | ф   | Цунами 3D                   | Bait                         | Джейми                 |
| 2012—2013 | с   | Дневники вампира            | The Vampire Diaries          | Хейли Маршалл          |
| 2013—2018 | с   | Первородные                 | The Originals                | Хейли Маршалл / Кеннер |
| 2014      | ф   | С тех пор                   | The Ever After               | Мейбл                  |
| 2015      | с   | Сталкер                     | Stalker                      | Николь Кларк           |
| 2016      | ф   | Выкуп — миллиард            | Billionaire Ransom           | Эми Тилтон             |
| 2016      | кор | —                           | Cul-de-Sac                   | мама                   |
| 2017      | с   | Разговоры после             | Pillow Talk                  | Соня                   |
| 2018      | с   | Тихая гавань                | Safe Harbour                 | Оливия Галлагер        |
| 2018      | с   | Любовники                   | The Affair                   | Дельфин                |
| 2018      | кор | —                           | Final Stop                   | девушка                |
| 2019      | ф   | Место, где не нужно слов    | The Place of No Words        | Фиби                   |
| 2019—2020 | с   | Цветение                    | Bloom                        | Гвен Рейд в молодости  |
| 2020      | с   | Мир Дикого Запада           | Westworld                    | Пенни                  |
| 2022      | ф   | Вавилон                     | Babylon                      | Джейн Торнтон          |
| 2023      | ф   | Кровь за кровь              | Transfusion                  | Джастин                |
| 2024      | с   | Мальчик поглощает вселенную | Boy Swallows Universe        | Франсис Белл           |
| 2024      | ф   | Ночная смена                | Night Shift                  | Гвен Тейлор            |

## Клипы
| Год  | Артист      | Песня          | Примечания           |
| ---- | ----------- | -------------- | -------------------- |
| 2012 | Майлз Фишер | «Don’t Let Go» | Главная женская роль |

## Награды и номинации
| Год  | Награда    | Категория                                                 | Работа                    | Результат | Источник |
| ---- | ---------- | --------------------------------------------------------- | ------------------------- | --------- | -------- |
| 2008 | AFI Awards | Лучшая исполнительница главной роли в телевизионной драме | «H2O: Просто добавь воды» | Номинация | [ 12 ]   |